# HMS Glorious (77)
HMS Glorious byla válečná loď Royal Navy stejnojmenné třídy. Byla postavena za první světové války jako lehký bitevní křižník. Měla sesterskou loď HMS Courageous a podle upraveného projektu byla postavena také HMS Furious. 
Jejich stavba byla nápadem admirála Lorda Johna Fishera, který je zamýšlel jako ničitele lehkých křižníků nepřítele. Předpokládalo se, že budou efektivní jako těžká podpora britských lehkých sil operujících v mělkých vodách Baltského moře. To se ale nikdy nestalo, jelikož jejich bojová hodnota byla problematická. Neměly téměř žádné pancéřování a i slabší lodě je mohly vážně ohrozit. Přitom v souboji proti bitevním lodím by byly zcela deklasovány. Po nasazení v operacích za první světové války byly všechny kusy této třídy přestavěny na letadlové lodě. Glorious byla potopena v roce 1940, když z Norska evakuovala britské vojáky a letouny.

## Vývoj

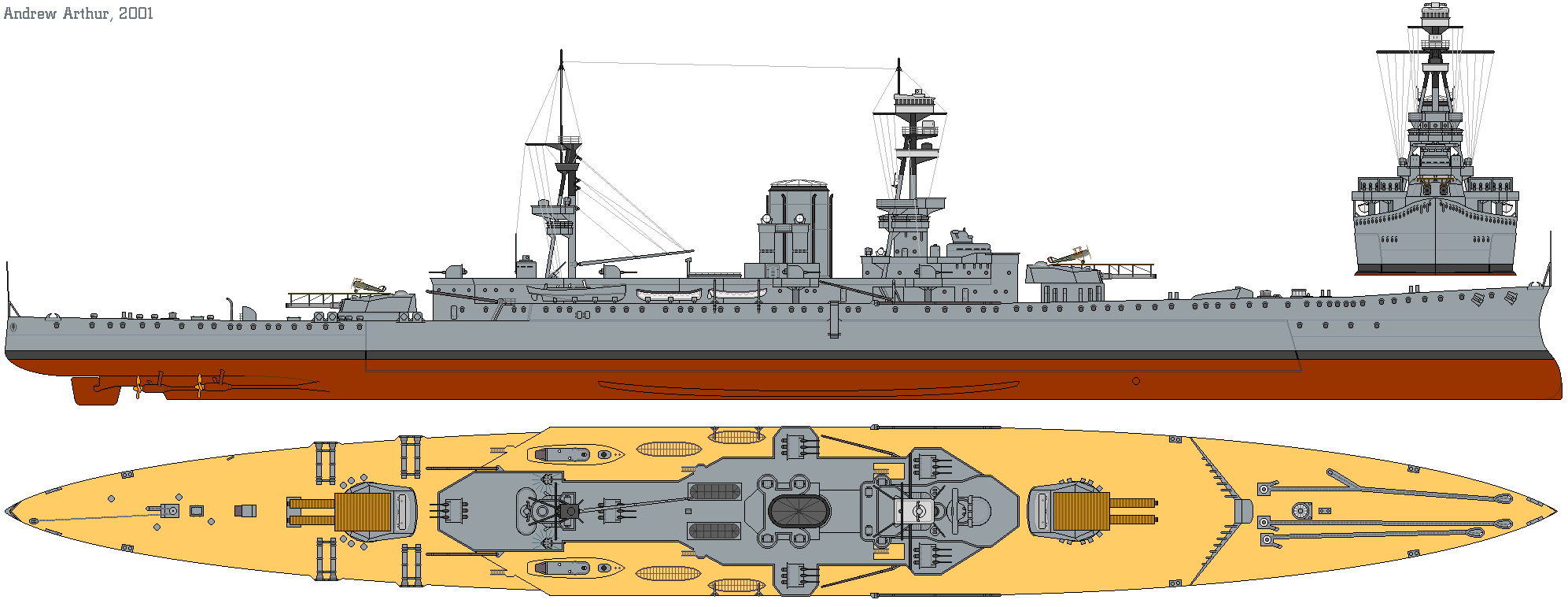
HMS Glorious po dokončení

Glorious byla postavena v belfastských loděnicích Harland & Wolff. Byla projektována jako lehký bitevní křižník s těžkými děly ráže 381 mm, které jinak nesly pouze bitevní lodě. Britské námořnictvo ji pro její slabé pancéřování klasifikovalo jako lehký křižník. Kýl lodi byl založen 1. května 1915, byla spuštěna na vodu 20. dubna 1916 a dokončena 14. října 1916. V lednu 1917 byla Glorious zařazena do služby. Stavba lodi stála 2 119 065 liber.
Koncepce pohonného systému byla podobná tehdejším lehkým křižníkům třídy C, jako byl HMS Champion. Zajímavostí je, že při zkouškách Glorious v plné rychlosti vypustila torpédo z jednoho ze svých podvodních pevných torpédometů, což bylo obvykle v obavách z poškození lodí zakázáno. Sekundární dělostřelectvo používalo nová děla ráže 102 mm, s velkou rychlostí střelby, která měla loď ochránit před torpédovkami a dalšími lehkými loděmi. Při zkouškách bylo zjištěno, že plně naložená loď pluje o 1,5 uzlu rychleji, než při standardním výtlaku.
Když Glorious vstoupila do služby, stala se vlajkovou lodí 3. eskadry lehkých křižníků a později 1. eskadry lehkých křižníků. Dne 17. listopadu 1917 se, společně se sesterskou Courageous a bitevním křižníkem HMS Repulse, účastnila druhé bitvy u Helgolandské zátoky, aniž by v ní utrpěla poškození.
V roce 1918 dostala na střechy obou hlavních dělových věží krátkou plošinu pro vzlet letounů. Dne 21. listopadu 1918 byla přítomna kapitulaci německé Hochseeflotte ve Scapa Flow. V roce 1919 byla převelena do dělostřelecké školy v Devonportu, kde sloužila jako cvičná loď. Později se z ní stala vlajková loď britské rezervní flotily.

## Přestavba

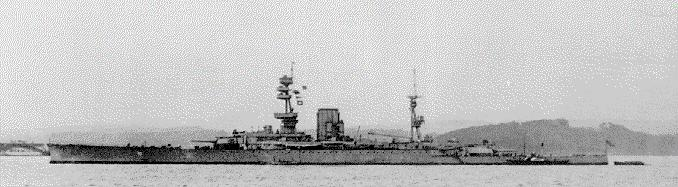
Glorious ještě jako lehký bitevní křižník

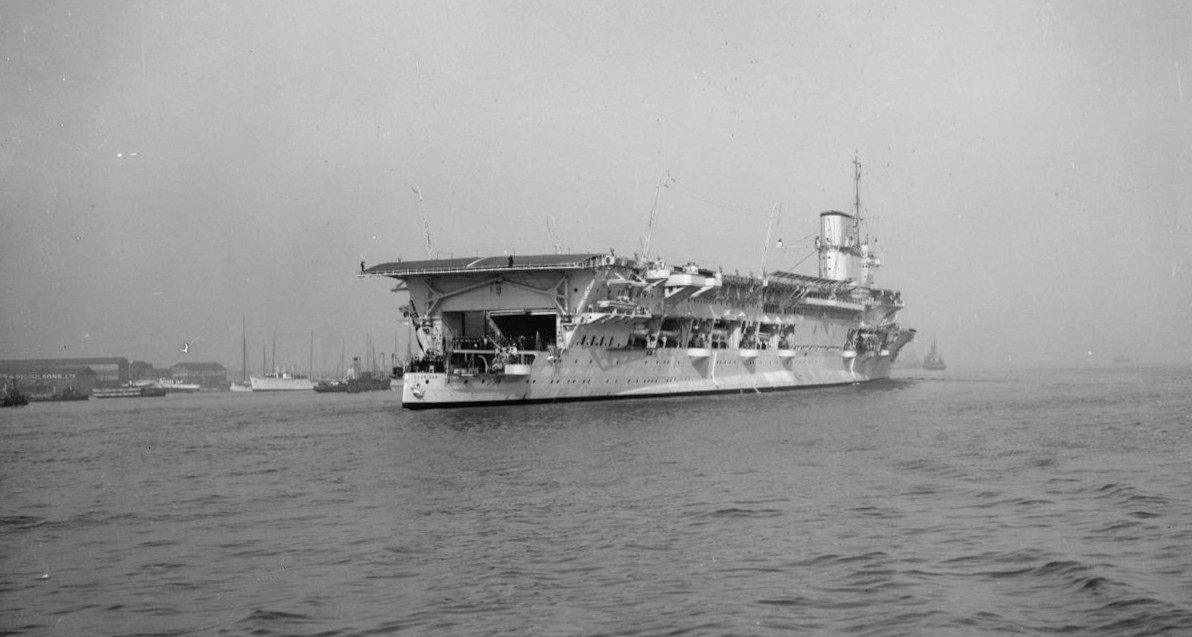
Glorious v roce 1934

Když v letech 1921–1922 proběhla Washingtonská konference a byla uzavřena smlouva omezující námořní síly, byla tonáž Glorious počítána do tonáže britských bitevních lodí. Jelikož Royal Navy chtěla zachovat jiná bitevní plavidla, rozhodla se přestavět ji na letadlovou loď. Díky kombinaci prostorného trupu a vysoké rychlosti byla na přestavbu dobrý kandidát. Druhým důvodem bylo to, že její konstrukce se ve válce příliš neosvědčila. Přestavba začala v roce 1924 a loď byla opět přijata do služby 10. března 1930.
Přestavba byla zahájena v Rosythu, ale protože loděnice byly v roce 1929 uzavřeny, přesunula se k dokončení do loděnice v Devonportu. Přestavba stála 2 137 374 liber. Glorious byla řešena jako letadlová loď s dvojicí letových palub. Ve dvou třetinách délky lodi byla hlavní letová paluba a na přídi, o něco níže, byla ještě druhá, malá letová paluba, určena pro vzlety stíhacích letounů. Tato koncepce se ale také příliš neosvědčila a v letech 1935-1936 byla Glorious opět upravena. Malá vzletová paluba byla odstraněna, místo ní byla namontována protiletadlová děla a na hlavní palubu byly instalovány dva katapulty.
Zajímavostí je, že odstraněné hlavní dělové věže byly použity při stavbě poslední britské bitevní lodě, HMS Vanguard. Věže z Glorious byly na pozici A a B, zadní věže pocházely z křižníku Courageous, taktéž přestavěného na letadlovou loď.
Letadla byla uskladněna ve dvou hangárech umístěných nad sebou. Oba byly dlouhé 168 metrů a 7,3 metru široké. Glorious mohla nést nanejvýš 48 letadel. Zpočátku loď nesla stíhací letouny Fairey Flycatcher, bombardovací letouny Blackburn Ripon a průzkumné Fairey IIIF. Později nesla stíhací stroje Gloster Gladiator a bombardovací Fairey Swordfish.
Dne 1. dubna 1931 se Glorious nedaleko Gibraltaru srazila s francouzskou pasažérskou lodí Florida, které na několika místech prorazila trup. Glorious vzala pasažéry potápějící se lodi na palubu a odvezla je do přístavu Málaga. Při nehodě zahynulo 30 osob, z toho jeden člen posádky Glorious.

## Druhá světová válka

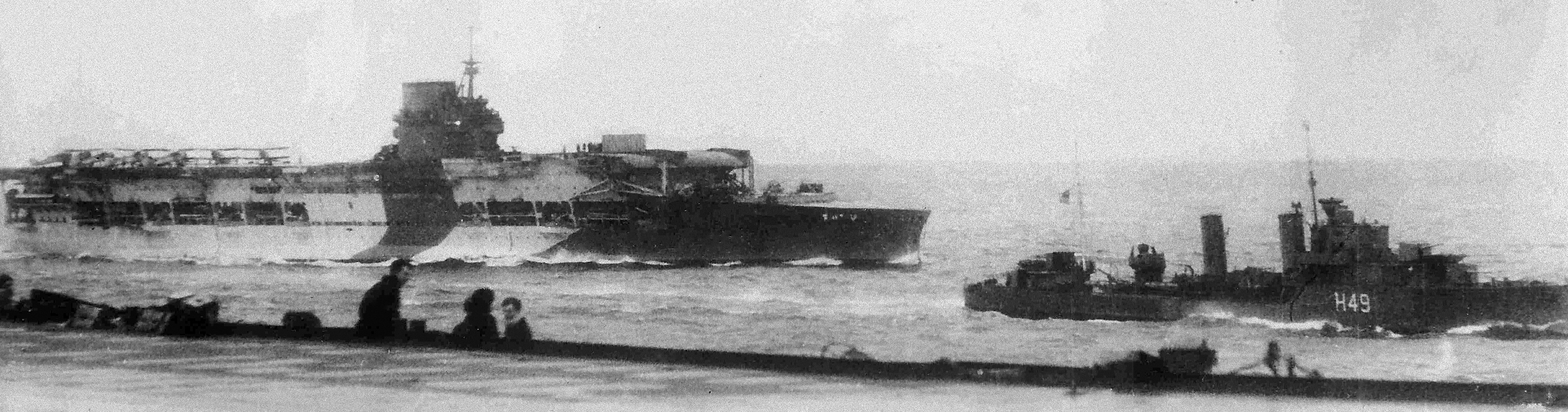
Poslední známá fotografie lodi Glorious, 8. červen 1940

V době vypuknutí druhé světové války loď sloužila ve Středomoří. V říjnu 1939 se Suezským průplavem přesunula do Indického oceánu, aby se podílela na pátrání po německém křižníku Admiral Graf Spee.
Když v dubnu 1940 Německo začalo invazi do Norska, byla loď převelena zpět a 23. dubna 1940 dorazila společně s letadlovou lodí HMS Ark Royal do Británie. Už druhý den pak vyplula do norských vod, kde se její letouny Blackburn Skua a Gladiator účastnily řady operací. Glorious byla 27. dubna odeslána do Británie pro doplnění paliva, odtud se 1. dubna 1940 vrátila zpět do akce.
Během této druhé cesty do Norska přepravila stíhací letouny Gloster Gladiator, které měly operovat z hladin zmrzlých jezer. Ty ale byly brzy zničeny německým letectvem. V době blížící se porážky spojenců v Norsku dopravila Glorious 28. května do norského městečka Bardufoss squadronu stíhaček Hawker Hurricane, které měly krýt evakuaci britských jednotek. Protože v té době byl kritický nedostatek torpédoborců, plula Glorious do své třetí akce téměř bez doprovodu. Ještě 2. června se její letouny podílely na krytí evakuace jednotek z přístavu Narvik. Krátce nato, 5. června, začala operace Alphabet, což byla evakuace všech britských jednotek z Norska, které se Glorious také účastnila.
Během operace Alphabet přistálo 8. června na palubě Glorious 10 Gladiatorů a 8 Hurricanů ze stavu 46. a 263. squadrony RAF. Ty na palubu přistály bez použití přistávacího háku a brzdících lan. Glorious pak opustila britský konvoj a vydala se sama, pouze v doprovodu torpédoborců HMS Ardent a HMS Acasta, na cestu do Anglie.
Během plavby Norským mořem však byla dostižena německými bitevními křižníky Scharnhorst a Gneisenau. Letadlová loď byla potopena během dvouhodinového boje, kdy se ji oba torpédoborce do poslední chvíle snažily bránit a krýt kouřovou clonou, se ztrátou celkem 1519 osob (přežilo 45). Jediný přeživší z torpédoborce Acasta byl, spolu s 38 muži z Glorious, zachráněn norským parníkem Borgund, který je dovezl na Faerské ostrovy.
Během obrany proti německým bitevním křižníkům se britskému torpédoborci Acasta podařilo poškodit Scharnhorst torpédem. Oba torpédoborce také zasáhly německé lodě řadou střel z jejich lehkých děl. Tato poškození byla dostačující k tomu, aby se německé lodi raději vrátily do Trondheimu, což umožnilo bezpečné proplutí evakuačních konvojů následujícího dne.